# Vernou-la-Celle-sur-Seine
Vernou-la-Celle-sur-Seine ist eine französische Gemeinde mit 2621 Einwohnern (Stand 1. Januar 2022) im Département Seine-et-Marne der Region Île-de-France. Sie gehört zum Arrondissement  Fontainebleau und zum Kanton Montereau-Fault-Yonne. Der Ort liegt am rechten Ufer der Seine, etwa 2 km oberhalb der Einmündung des Flusses Loing bzw. des Schifffahrtskanals Canal du Loing.
Die Gemeinde entstand 1971 durch den Zusammenschluss von Vernou-sur-Seine und La Celle-sur-Seine (früher La Celle-sous-Moret). Ortsteile von Vernou-la-Celle-sur-Seine sind La Basse Roche, La Celle, La Thurelle, Le Chesnoy, Le Montoir, Le Moulin des Serpes, Le Panorama und Marangis.
Nachbargemeinden von Vernou-la-Celle-sur-Seine sind Machault im Norden, Valence-en-Brie im Nordosten, La Grande-Paroisse im Osten, Moret-Loing-et-Orvanne mit Moret-sur-Loing im Südwesten, Saint-Mammès im Westen und Champagne-sur-Seine im Nordwesten.

## Bevölkerungsentwicklung
| Jahr      | 1962 | 1968 | 1975 | 1982 | 1990 | 1999 | 2007 |
| Einwohner | 763  | 706  | 1172 | 1408 | 2260 | 2499 | 2673 |

## Sehenswürdigkeiten
Siehe auch: Liste der Monuments historiques in Vernou-la-Celle-sur-Seine
- Schloss Graville (das frühere Château de Tournenfuye)
- Schloss Argeville (16./17. Jahrhundert)
- Schloss Beaurepaire
- Kirche Saint-Fortuné (Vernou)
- Kirche Saint-Pierre-aux-liens (La Celle)

## Gemeindepartnerschaften
- Manorbier (Wales)